# Лукас Галван
Лу́кас Галва́н да Ко́ста Со́уза (порт. Lucas Galvão da Costa Souza; род. 22 июня 1991 года) — бразильский футболист, защитник австрийского клуба «Аустрия» (Вена).

## Клубная карьера
Начал карьеру в составе клуба «Понте-Прета». 4 июля 2009 года в матче против «Жувентуде» дебютировал в бразильской Серия B. В течение контракт был арендован клубами «XV ноября» из Пирасикаба, «Ред Булл Брагантино» и «СЭР Кашиас». В 2013 году был выкуплен последним.
В июле 2013 года стал игроком австрийского «Аустрия Лустенау». 26 июля в матче против клуба «Хартберг» он дебютировал во втором австрийском дивизионе. В 2015 году перешёл в клуб «Райндорф Альтах», 24 октября в матче против «Маттерсбурга» он дебютировал за новый клуб и был получил травму колена, из-за чего пропустил несколько игр. В первом матче после возвращения забил дебютный гол за клуб в поединке против «Штурм Грац». В 2017 году стал игроком венского Рапида.
5 июля 2018 года перешёл в немецкий «Ингольштадт 04». 4 августа в матче против «Ян Регенсбург» он дебютировал во второй немецкой Бундеслиге.
В феврале 2022 года подписал контракт с клубом Аустрия (Вена). 19 февраля в матче против клуба «Хартберг» он дебютировал в австрийской Бундеслиге.